# Stazione di Oria
Stazione di Oria vasútállomás Olaszországban, Puglia régióban, Oria településen.

## Vasútvonalak
Az állomást az alábbi vasútvonalak érintik:
- Potenza-Brindisi-vasútvonal

## Kapcsolódó állomások
A vasútállomáshoz az alábbi állomások vannak a legközelebb: 
- Stazione di Francavilla Fontana
- Stazione di Latiano